# Dimitar Glawtschew

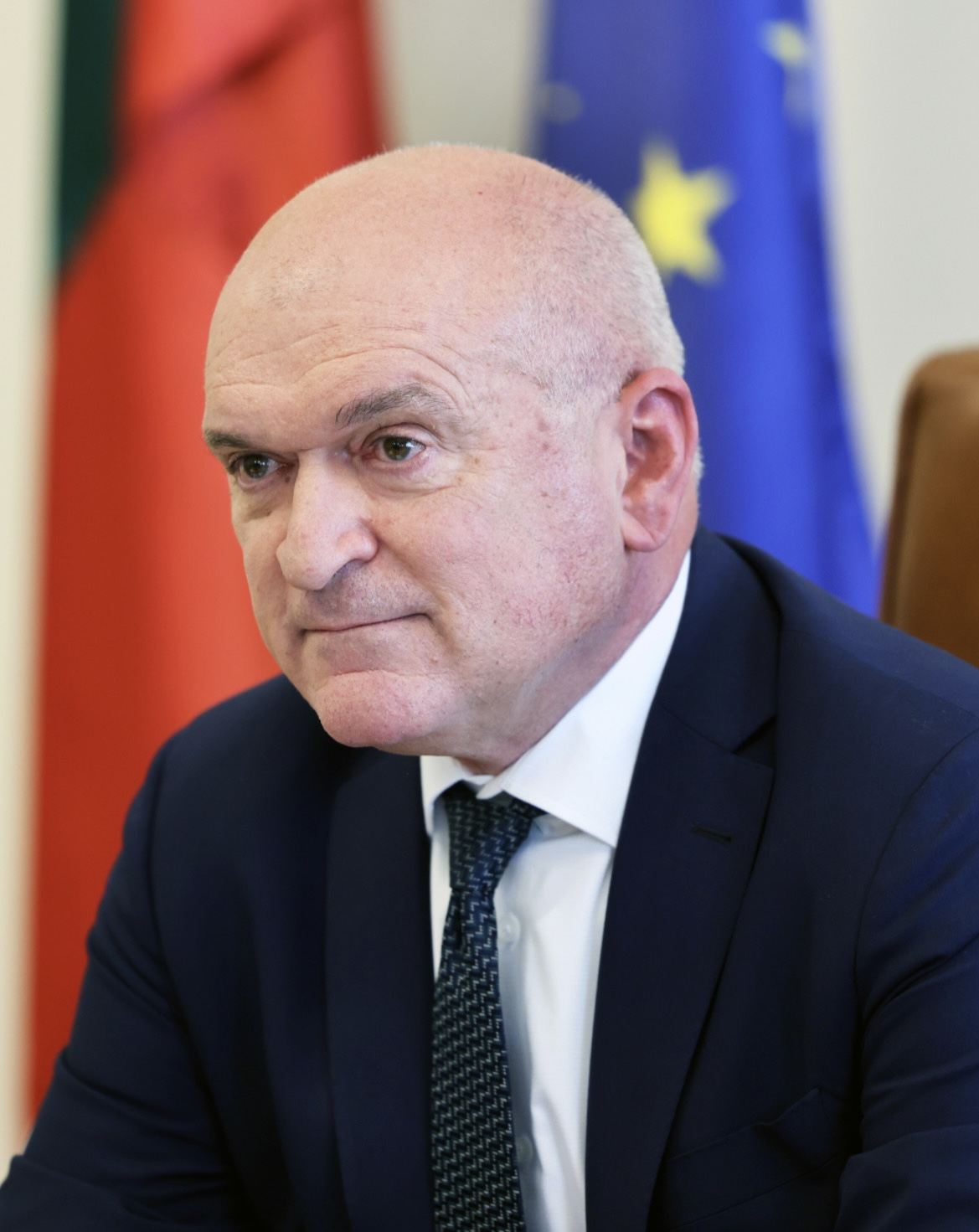
Dimitar Glawtschew (2024)

Dimitar Borissow Glawtschew (bulgarisch Димитър Борисов Главчев, englisch Dimitar Borisov Glavchev, * 15. August 1963 in Sofia) ist ein bulgarischer Politiker. Von April 2024 bis Januar 2025 war er Ministerpräsident Bulgariens. Zudem war er von April bis August 2024 Außenminister des Landes.

## Leben
Glawtschew schloss 1987 ein wirtschaftswissenschaftliches Studium am Hohen Wirtschaftsinstitut Karl Marx ab. Anschließend war er rund 30 Jahre lang als Buchhalter und Wirtschaftsprüfer tätig.
Glawteschew war zunächst Mitglied der Partei GERB. Für diese zog er bei der Wahl 2009 in die Nationalversammlung ein und wurde 2017 nach der Parlamentswahl für mehrere Monate zum Parlamentspräsidenten gewählt. Dem Parlament gehörte er bis zur Wahl im November 2021 an, als er nicht erneut kandidierte. Vom 18. April bis zum 17. November 2017 war er Vorsitzender der Nationalversammlung.
Seit dem 31. Juli 2023 ist Glawtschew Chef des bulgarischen Rechnungshofes. Dieses Amt ruht während seiner Zeit als Ministerpräsident.
Am 9. April 2024 wurde Glawtschew von Präsident Rumen Radew zum Ministerpräsidenten einer Übergangsregierung (Regierung Glawtschew I) ernannt. Zugleich wurden Neuwahlen ausgerufen. Zuvor war nach dem Rücktritt der Regierung Denkow eine Regierungsbildung unter der GERB-Politikerin Marija Gabriel gescheitert. Am 22. April 2024 übernahm er zudem den Posten des Außenministers.
Nach den Parlamentswahlen im Juni 2024 scheiterte eine Regierungsbildung erneut. Nachdem auch die Bildung einer Übergangsregierung unter der Führung von Goriza Grantscharowa-Koscharewa gescheitert war, erklärte sich Glawtschew bereit, erneut eine Übergangsregierung zu führen. Die Regierung Glawtschew II wurde schließlich am 27. August 2024 vereidigt. Glawtschew gab zugleich den Posten des Außenministers ab.
Glawtschew amtierte bis zum 16. Januar 2025, als Rossen Scheljaskow zu seinem Nachfolger gewählt wurde.